# Sankt Alban
Sankt Alban là một đô thị thuộc huyện Donnersberg, trong bang Rheinland-Pfalz, phía tây nước Đức. Đô thị Sankt Alban có diện tích 5,46 km², dân số thời điểm ngày 31 tháng 12 năm 2006 là 340 người.